# Нехворощанка
Нехворощанка — посёлок в Таловском районе Воронежской области.
Входит в Шанинское сельское поселение.

## География
В посёлке имеется одна улица — Солнечная.

## Население
| 2010 |
| ---- |
| 7    |